# Fort Stockton
Fort Stockton is een plaats (city) in de Amerikaanse staat Texas, en valt bestuurlijk gezien onder Pecos County.

## Demografie
Bij de volkstelling in 2000 werd het aantal inwoners vastgesteld op 7846.
In 2006 is het aantal inwoners door het United States Census Bureau geschat op 7404, een daling van 442 (-5,6%).

## Geografie
Volgens het United States Census Bureau beslaat de plaats een oppervlakte van
13,3 km², geheel bestaande uit land.

## Plaatsen in de nabije omgeving
De onderstaande figuur toont nabijgelegen plaatsen in een straal van 68 km rond Fort Stockton.